# حفل توزيع جوائز الأوسكار السادس والعشرون
حفل توزيع جوائز الأوسكار السادس والعشرون (بالإنجليزية: 26th Academy Awards)‏ هو حدث نظمته أكاديمية فنون وعلوم الصور المتحركة لتكريم أفضل الأفلام لسنة 1953. أقيم الحفل بتاريخ 25 مارس، 1954 في مسرح آر. كي. كو. بانتجس، هوليوود، كاليفورنيا. قامت شبكة هيئة الإذاعة الوطنية ببثّ الحفل، وقدّمه دونالد أوكونور. في هذه الدورة، فاز فيلم من هنا إلى الخلود بجائزة أفضل فيلم، وحاز الممثّل ويليام هولدن على جائزة أفضل ممثّل، ونالت الممثلة أودري هيبورن جائزة أفضل ممثّلةٍ، وكانت جائزة الأوسكار لأفضل مخرج من نصيب المخرج فريد زينيمان.
أكثر الأفلام ترشيحاً للحصول على جوائز كان فيلم من هنا إلى الخلود حيث تلقّى 13 ترشيحاً، وكان كذلك أكثرها فوزاً حيث فاز بـ 8 جوائز.

## الجوائز
- جائزة أفضل فيلم:

من هنا إلى الخلود
- جائزة أفضل مخرج:

فريد زينيمان
- جائزة أفضل ممثّل:

ويليام هولدن
- جائزة أفضل ممثّلة:

أودري هيبورن
- جائزة أفضل ممثّل مساعد:

فرانك سيناترا
- جائزة أفضل ممثّلة مساعدة:

دونا ريد
- جائزة أفضل سيناريو مقتبس:

من هنا إلى الخلود
- جائزة أفضل موسيقى تصويريّة:

ادعني مدام - ليلي
- جائزة أفضل تأثيرات بصريّة:

حرب العوالم
- جائزة أفضل خلط أصوات:

من هنا إلى الخلود - كولومبيا بيكتشرز

## وصلات خارجية
- حفل توزيع جوائز الأوسكار السادس والعشرون على موقع IMDb (الإنجليزية)
- حفل توزيع جوائز الأوسكار السادس والعشرون على موقع ميوزك برينز (الإنجليزية)
- الموقع الرسمي لجوائز الأكاديمية.
- الموقع الرسمي لأكاديمية فنون وعلوم الصور المتحركة.
- قناة جوائز الأوسكار على موقع يوتيوب (تُديره أكاديمية فنون وعلوم الصور المتحركة).
- مقتطفات فيديو من أكاديمية فنون وعلوم الصور المتحركة.